# GRiDPad
Das GRiDPad von GRiD Systems war einer der ersten Tabletcomputer, der mit einem Stift bedient wurde. Es wurde im Jahr 1989 von Samsung für die GRiD Systems Corporation hergestellt.
Abgeleitet wurde das Tablet vom PenMaster von Samsung, der nicht über das Prototypenstadium hinauskam. Das Gerät in den Dimensionen 29,2 × 23,6 × 3,7 cm hatte einen 10 MHz schnellen 80C86-Prozessor mit DOS, ein CGA-Display (640 × 400 Pixel) und einen batteriegestützten RAM-Speicher von 256 bzw. 512 KByte. Der damalige Preis lag bei 2370 Dollar, ohne Software. Die Software war eine Eigenentwicklung von GRiD mit einer Texterkennung, die das Schreiben auf dem Bildschirm per Stift ermöglichte. Eine externe Tastatur konnte per Kabel angeschlossen werden. 
Verwendung sollte das Tablet bei Lagerverwaltung, Polizei, im Krankenhaus und anderen Datenerfassungstätigkeiten finden. 